# Pikeville (Tennessee)
La ville américaine de Pikeville est le siège du comté de Bledsoe, dans l’État du Tennessee. Lors du recensement de 2010, sa population s’élevait à 1 608 habitants.

## Source
- (en) Cet article est partiellement ou en totalité issu de l’article de Wikipédia en anglais intitulé « Pikeville, Tennessee » (voir la liste des auteurs).